# Jewgienij Griszyn (łyżwiarz)
Jewgienij Romanowicz Griszyn, ros. Евгений Романович Гришин (ur. 23 marca 1931 w Tule, zm. 9 lipca 2005 w Moskwie) – rosyjski panczenista reprezentujący ZSRR, wielokrotny medalista olimpijski i dwukrotny medalista mistrzostw świata.

## Kariera
Specjalizował się w dystansach sprinterskich. W 1956 roku wystartował na igrzyskach olimpijskich w Cortina d’Ampezzo, zdobywając złote medale w biegach na 500 i 1500 m, ustanawiając przy tym rekordy świata na obu tych dystansach. Wynik ten powtórzył na rozgrywanych cztery lata później igrzyskach w Squaw Valley, a na igrzyskach w Innsbrucku był drugi na 500 m, przegrywając tylko z Amerykaninem Terrym McDermottem. Wystąpił także na igrzyskach olimpijskich w Grenoble w 1968 roku, gdzie był czwarty na dystansie 500 m, przegrywając walkę o medal z McDermottem i Magne Thomassenem z Norwegii. Tylko dwaj łyżwiarze: Fin Clas Thunberg i Amerykanin Eric Heiden zdobyli więcej złotych medali, po pięć.
Griszyn siedmiokrotnie bił rekordy świata, m.in. jako pierwszy zawodnik zszedł w wyścigu na 500 metrów poniżej 40 sekund. Był słabszy na dłuższych dystansach, co nie przeszkodziło mu jednak dwukrotnie sięgnąć po brąz mistrzostw świata w wieloboju (Sapporo 1954 i Oslo 1956). W tej konkurencji był także mistrzem Europy. Dwanaście razy zostawał mistrzem ZSRR na dystansach (na 500 m w latach: 1956, 1957, 1959, 1961-1965 i 1967 oraz na 1500 m w latach: 1957, 1962 i 1967), nigdy nie triumfował w wieloboju.
Podczas igrzysk w 1964 roku Griszyn był chorążym reprezentacji ZSRR. Po zakończeniu kariery pracował jako trener.
Pochowany na Cmentarzu Trojekurowskim w Moskwie.

### Mistrzostwa świata
- Mistrzostwa świata w wieloboju
  - brąz – 1954, 1956